# Limnophora fuscohalterata
Limnophora fuscohalterata är en tvåvingeart som beskrevs av Fritz Isidore van Emden 1951. Limnophora fuscohalterata ingår i släktet Limnophora och familjen husflugor.
Artens utbredningsområde är Uganda. Inga underarter finns listade i Catalogue of Life.